# Pyrginae
Los pirginos (Pyrginae) son una subfamilia  de lepidópteros ditrisios de la familia Hesperiidae. Se conocen 130 géneros y unas 1.150 especies, de distribución cosmopolita, pero de  las cuales unas 750 son neotropicales.  Incluye las especies de la antiguamente considerada subfamilia Pyrrhopyginae.
Las alas delanteras de los machos presentan a menudo un pliegue costal que alberga los androconios. Se posan con las alas extendidas, frecuentemente en el envés de las hojas. El ala posterior tiene una forma redondeada o trapezoidal. Las orugas se alimentan de dicotiledóneas.

## Tribus
- Achlyodidini - Carcharodini - Celaenorrhinini - Erynnini - Pyrgini - Pyrrhopygini - Tagiadini